# 大宮宏正
大宮  宏正（おおみや ひろまさ、1983年9月4日 - ）は、日本の男子バスケットボール元選手である。栃木県芳賀郡茂木町出身。2023年8月現役引退。ポジションはフォワード・センター。197cm、92kg。愛称は「おーみ」。

## 来歴
茂木町にある真言宗の寺院の長男として生まれる。
作新学院高校から専修大学に進み、関東リーグ、関東インカレでタイトルを獲得する。一方、大学在学中にはジェリコ・パブリセヴィッチヘッドコーチにより日本代表にも招集され、国際試合に出場した。ユニバーシアードも経験。
卒業後、1年間NBAに挑戦し、2007年、三菱電機に入団。
2008年、JBLに昇格する地元のリンク栃木ブレックスに移籍。2009年、背番号が25から8に変更された。
2011年、アイシンシーホースへ移籍。
2013年、NBLに新規参入する熊本ヴォルターズへ移籍。同年のNBLオールスターに選出されている。
2014年7月、琉球ゴールデンキングスに移籍。2017年に契約満了。同年6月、古巣である三菱電機の流れを汲むプロクラブとなった名古屋ダイヤモンドドルフィンズに移籍する。9年ぶりとなる復帰となる。
2018年から千葉ジェッツへ移籍。
2022年7月1日に三遠ネオフェニックスと契約を結んだが、1年で契約満了となった。
2023年8月7日に現役引退を表明した。
Bリーグと平行して3人制バスケットボール3x3にも挑戦しており、3x3の国内トップリーグである3x3.EXE PREMIERのBEEFMAN.EXEに所属している。
引退後は実家の寺院を継ぐ予定である。

## 記録
| シーズン         | チーム  | GP | GS | MPG  | FG%  | 3P%  | FT%  | RPG | APG | SPG | BPG | TO  | PPG |
| ---------------- | ------- | -- | -- | ---- | ---- | ---- | ---- | --- | --- | --- | --- | --- | --- |
| NBL 2013-14      | 熊本    | 44 |    | 30.9 | .372 | .289 | .694 | 6.0 | 1.3 | 1.0 | 0.8 | 1.7 | 9.7 |
| bjリーグ 2014-15 | 琉球    | 51 |    | 14.3 | .502 | .341 | .706 | 3.4 | 0.8 | 0.6 | 0.5 | 0.9 | 4.9 |
| bjリーグ 2015-16 | 琉球    | 52 |    | 15.1 | .468 | .000 | .750 | 3.4 | 0.6 | 0.4 | 0.4 | 0.8 | 3.8 |
| B1 2016-17       | 琉球    | 52 | 18 |      | .462 | .000 | .684 | 2.9 | 0.3 | 0.3 | 0.3 |     | 2.3 |
| B1 2017-18       | 名古屋D | 24 | 1  |      | .452 | .250 | .600 | 1.2 | 0.3 | 0.1 | 0.2 |     | 1.3 |
| B1 2018-19       | 千葉J   | 26 | 0  |      | .645 | .500 | .500 | 0.6 | 0.3 | 0.2 | 0.2 |     | 1.9 |
| B1 2019-20       | 千葉J   | 7  | 0  |      | .500 | .500 | .000 | 1.0 | 0.3 | 0.3 | 0.2 |     | 1.0 |
| B1 2020-21       | 千葉J   | 4  | 0  |      | .500 | .333 | 0.0  | 0.0 | 0.0 | 0.0 | 0.0 |     | 1.8 |
| B1 2021-22       | 千葉J   | 8  | 0  |      | .167 | .250 | .000 | 0.3 | .0  | 0.1 | .0  |     | 0.6 |
| B1 2022-23       | 三遠    |    |    |      |      |      |      |     |     |     |     |     |     |